# HEMGN
HEMGN‏ (Hemogen) هوَ بروتين يُشَفر بواسطة جين HEMGN في الإنسان.